# Поясно ромолниче
Поясните ромолничета (Calopteryx splendens) са вид насекоми от семейство Calopterygidae.

## Разпространение
Разпространени са в Евразия от Атлантическия океан до Байкал и Манджурия, включително в България.